# Hatibandha (Bangladesh)
Hatibandha è un sottodistretto (upazila) del Bangladesh situato nel distretto di Lalmonirhat, divisione di Rangpur. Si estende su una superficie di 288,42 km² e conta una popolazione di 233.927  abitanti (censimento 2011).